# Silk Way West Airlines
A Silk Way West Airlines é uma companhia aérea cargueira com sede em Bacu, Azerbaijão.

## História
Fundada em 2012 em Baku, no coração da Rota da Seda, a Silk Way West Airlines é a maior companhia aérea de carga da região do Mar Cáspio.

### Origem
A Silk Way West Airlines faz parte da Silk Way Group que também inclui a Silk Way Airlines e a Silk Way Technics.

### Prêmios
Membro da International Air Transport Association (IATA) desde 2015, a Silk Way West Airlines atende a todos os requisitos internacionais de segurança para carga aérea. O Aeroporto Internacional de Incheon homenageou a transportadora com o prestigioso prêmio ‘Cargo Airline of the Year 2020’. A companhia aérea é detentora do certificado da GDP (Good Distribution Practice), ampliando sua linha de produtos no transporte de produtos médicos e serviços de logística farmacêutica. A Silk Way West Airlines melhorou sua capacidade no manuseio confiável de cargas sensíveis ao tempo e à temperatura, assumindo um papel de liderança na distribuição global de suplimentos médicos.

## Frota

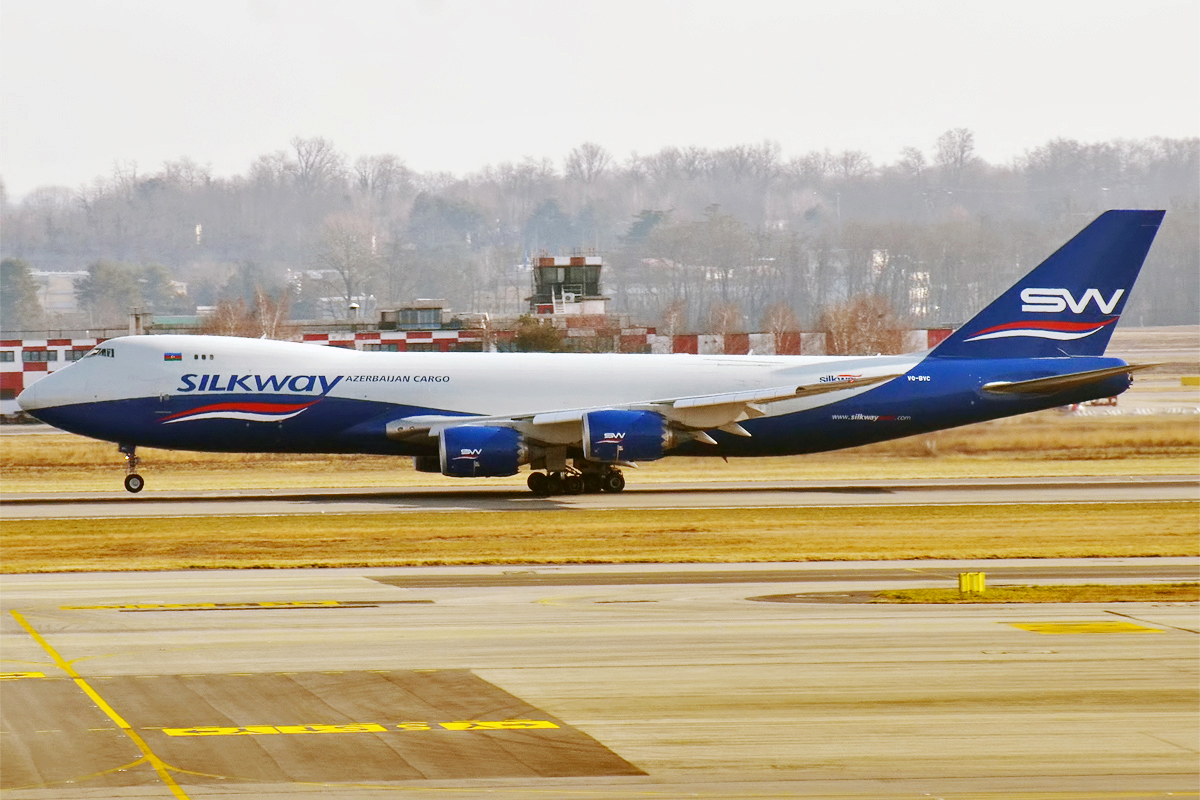
Um Boeing 747-8F da Silk Way West Airlines.

Com base no Aeroporto Internacional Heydar Aliyev, a companhia aérea opera cerca de 350 voos mensais em todo o mundo por meio de sua frota de 10 Boeing 747-8 e Boeing 747-400F. Em 28 de abril de 2021, a Silk Way West Airlines assinou um acordo estratégico de expansão de frota com a Boeing para cinco cargueiros 777 de última geração.
| Aeronaves       | Quantidade | Notas |
| --------------- | ---------- | ----- |
| Boeing 747-400F | 5          |       |
| Boeing 747-8    | 5          |       |